# Пино (вино)
Пино́(-де-Шарант) (фр. Pineau des Charentes) — креплёное вино, произведённое на западе Франции — в департаментах Шаранта, Приморская Шаранта и, реже, Дордонь. Несмотря на свою популярность в пределах области производства, в других регионах Франции и за рубежом встречается достаточно редко. Вино получают путём купажирования коньячного спирта и неферментированного виноградного сусла (то есть фактически виноградного сока). После выдержки в баррике напиток приобретает цвет от светло-янтарного до тёмно-золотистого.
Цвет и качество напитка варьируется от виноградника к винограднику, в зависимости от рельефа местности, состава почвы и используемого сорта винограда. Вкус преимущественно сладкий, в аромате присутствуют цветочные и фруктовые ноты.

## История
Согласно легенде во время сбора урожая 1589 года винодел случайно добавил виноградное сусло в бочку, которую он считал пустой, но на самом деле содержащую бренди. Напиток оставили в бочке для брожения. Спустя несколько лет бочку открыли и таким образом получили напиток, который теперь ассоциируют с областью Шаранта.

## Разновидности

### Белое вино
Самый распространенный тип, для производства которого используются такие сорта винограда, как: Уни блан, Фоль бланш и Коломбар (реже — Семильон, Совиньон Блан и Монтиль). С обязательной выдержкой не менее 18 месяцев, из которых не менее 8 месяцев в дубовой бочке.
В результате полученный напиток имеет от 16 до 22 % алкоголя (в коммерческой практике почти всегда 17 %) и традиционно глубокий золотистый цвет.
Более изысканный Пино де Шарант выдерживается в дубовой бочке более пяти лет, а иногда десятилетия.

### Красное и розовое вино
Пино из красных сортов винограда наиболее популярен в регионе производства и самой Франции. Изготавливается из винограда Каберне Фран, Каберне Совиньон, Мерло и сроком выдержки не менее 14 месяцев, в том числе не менее 8 месяцев в дубовых бочках. Цвет от тёмно-розового до коричневого.

## Производство
Ежегодное производство Пино Де Шарант составляет около 14 миллионов литров. Около 80 % из этого объёма производится в департаменте Шаранта Приморская. Его производство контролируется в соответствии с классификацией наименования по месту происхождения — Appellation d’Origine Contrôlée. В классификации «крепленые вина», хотя это и не совсем вино в обычном смысле этого слова, этот напиток относится к категории мистель (алкогольный напиток на основе коньячного спирта). В основе принципа производства лежит совмещение искусства перегонки виноградного вина в спирт с дальнейшим купажированием его с готовым виноматериалом.

## Хранение и употребление
Как и для многих крепленых вин, например, хереса, длительная выдержка Пино де Шарант в бутылке не приносит особой пользы. Хранение закрытых бутылок вдали от источников света будет благоприятным для вина. После открытия Пино лучше хранить в холодильнике во избежание чрезмерного окисления напитка.
Пино де Шарант следует подавать охлажденным (8-10° С) в бокалах формы тюльпана, также могут подойти и бокалы для употребления десертных и крепленых вин, таких как херес.